# Couzou
Couzou é uma comuna francesa na região administrativa de Occitânia, no departamento de Lot. Estende-se por uma área de 21,72 km². Em 2010 a comuna tinha 99 habitantes (densidade: 4,6 hab./km²).